# Wolfgang Franz (Volkswirt)

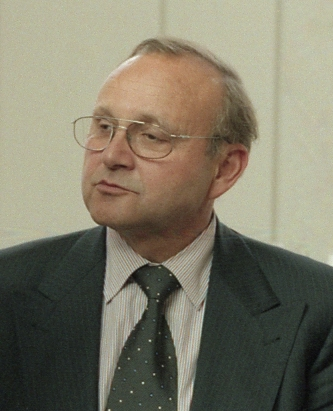
Wolfgang Franz (2000)

Wolfgang Franz (* 7. Januar 1944 in Nassau) ist ein deutscher Volkswirt.  Von 1997 bis 2013 war er Präsident des Zentrums für Europäische Wirtschaftsforschung. Von 1994 bis 1999 sowie von 2003 bis 2013 gehörte er zudem dem Sachverständigenrat zur Begutachtung der gesamtwirtschaftlichen Entwicklung („Rat der Wirtschaftsweisen“) an und war von 2009 bis 2013 dessen Vorsitzender.

## Leben
Wolfgang Franz studierte an der Universität Mannheim Volkswirtschaftslehre und wurde dort 1974 mit einer Arbeit über Arbeitsmarktanalysen ( Ein makroökonometrisches Vierteljahresmodell des Arbeitsmarktes der Bundesrepublik Deutschland, 1960-1971) promoviert. Es folgten ein zweijähriger Aufenthalt an der Harvard University und am National Bureau of Economic Research in den USA. 1981 habilitierte er sich mit einer Arbeit über Jugendarbeitslosigkeit. An der Universität Mannheim war Franz Schüler von Heinz König.
Anschließend nahm er einen Ruf an die Universität Mainz an und wechselte 1984 an die Universität Stuttgart. 1989 folgte er einem Ruf an die Universität Konstanz. Von 1997 bis 2013 war er Präsident des Zentrums für Europäische Wirtschaftsforschung (ZEW) in Mannheim und Inhaber eines Lehrstuhls für Volkswirtschaftslehre an der Universität Mannheim.
Franz war im Jahr 2011 Mitglied im Aufsichtsrat der EnBW Energie Baden-Württemberg und war dort im Prüfungsausschuss.

## Wirken
Wolfgang Franz ist Mitglied der Heidelberger Akademie der Wissenschaften und seit 1998 der Deutschen Akademie der Naturforscher Leopoldina. Von 2003 bis 2013 war er aufgrund einer Empfehlung der Arbeitgeberverbände Mitglied des Sachverständigenrats zur Begutachtung der gesamtwirtschaftlichen Entwicklung (Wirtschaftsweise), dem er bereits von 1994 bis 1999 auf Empfehlung der Gewerkschaften angehörte. Im März 2009 wurde er für 3 Jahre als Vorsitzender des Sachverständigenrates gewählt und im Februar 2012 für eine weitere Amtsperiode wiedergewählt. Des Weiteren ist er Mitglied des Wissenschaftlichen Beirats des Ministeriums für Wirtschaft und Arbeit. Wolfgang Franz war außerdem bis März 2009 Mitglied im Kronberger Kreis, dem wissenschaftlichen Beirat der Stiftung Marktwirtschaft.
Er war Hauptgutachter für Wirtschaftswissenschaften bei der Deutschen Forschungsgemeinschaft und ist Mitherausgeber mehrerer wirtschaftswissenschaftlicher Zeitschriften. Seine Hauptarbeitsgebiete sind die makroökonomische Volkswirtschaftslehre, die Arbeitsmarktforschung und die empirische Wirtschaftsforschung. Zu diesen Themen hat er zahlreiche Bücher und wissenschaftliche Aufsätze publiziert.
Im Januar 2010 erläuterte Franz in einem Interview mit der Zeitung Die Welt seine Vorstellungen von einer Reform des Arbeitslosengeld II („Hartz 4“). Kernpunkt ist eine Kürzung des Regelsatzes für Hartz-IV-Empfänger um 30 % auf 251 Euro monatlich, die durch eine Verbesserung der Hinzuverdienstmöglichkeiten (Absenkung der Transferentzugsrate von 80 % auf 50 %) ausgeglichen werden soll. Sind auf dem regulären Arbeitsmarkt zu wenige Stellen verfügbar, sollen Kommunen oder Wohlfahrtsverbände neue, staatlich geförderte Arbeitsplätze zur Verfügung stellen, die dann im Rahmen der Zumutbarkeit auch angenommen werden müssen. Das Konzept wurde bereits 2006 in einer Expertise des Sachverständigenrates empfohlen. Vertreter der Partei Die Grünen und von Sozialverbänden kritisierten die Vorschläge.

## Ehrungen und Auszeichnungen
- Ehrendoktorwürde der European Business School in Oestrich-Winkel (September 2003)
- Ehrendoktorwürde der Otto-von-Guericke-Universität Magdeburg (Oktober 2003)
- Verdienstmedaille des Landes Baden-Württemberg (Mai 2003)
- Gustav-Stolper-Preis des Vereins für Socialpolitik (2012)[13]
- Verdienstmedaille der Universität Konstanz[14]
- Bundesverdienstkreuz 1. Klasse (2013)[15]

## Werke
- Wolfgang Franz: Arbeitsmarktökonomik. 8. Auflage. Springer, Berlin u. a. 2013, ISBN 978-3-642-02353-8.
- Arbeitsverträge. In: Wolfgang Franz, H. J. Ramser, M. Stadler (Hrsg.): Wirtschaftswissenschaftliches Seminar Ottobeuren. Band 37. Mohr Siebeck, Tübingen 2008, ISBN 978-3-16-149793-3.
- mit Otto Schlecht, Werner Tegtmeier: Der Europäische Beschäftigungspakt – Chance oder Illusion? Sinus Verlag, Krefeld 2000, ISBN 978-3-88289-415-8.
- Wolfgang Franz: Der Arbeitsmarkt. Eine ökonomische Analyse. In: Meyers Forum. Band 17. BI-Taschenbuchverlag, Mannheim u. a. 1993, ISBN 3-411-10321-3.